# Newbritainrall
Newbritainrall (Gallirallus insignis) är en fågel i familjen rallar inom ordningen tran- och rallfåglar.

## Utseende och läte
Newbritainrallen är en medelstor till stor (33 cm) rall utan tydlig huvudteckning. Den är troligen nästan flygoförmögen, även om vissa rapporter finns att den flyger väl. Stjärten är mycket kort. Den är rostbrun på ansiktssidorna och hjässan samt i nacken, medan resten av ovansidan är mörkbrun med olivgrön ton. På innerfanet av handpennorna är den karakteristiskt vitbandad. Undersidan är svart med tunna vita band, utom på nedre delen av bukenm undergumpen och undre stjärttäckarna. Näbben är svart och benen skära.
Liknande zebrarallen och okinawarallen skiljer sig genom tydliga huvudteckningar och bandade undre stjärttäckare. Zebrarallen kan vidare med säkerhet flyga samt har längre stjärt och bruna ben. Okinawarallen är rödaktig på både näbb och ben.
Lätena som hörs dygnet runt är högljudda och korta, påminnande om hund eller gris. Ofta hörs fåglar i duett eller i grupp med en ledare som först skriker högljutt från en upphöjd plats, varefter följarna yttrar låga, nasala och flämtande ljud.

## Levnadssätt
Arten hittas i tät och fuktig skog samt i högväxta träskartade gräsmarker. Den kan också ses vandra in i trädgårdar. Fågeln påträffas från havsnivån upp till åtminstone 1130 meters höjd. Födan består av sniglar, insekter som skalbaggar och vegetabilier.

### Häckning
Newbritainrallen ses ofta i flock, men om det återspeglar dess häckningsbeteende är okänt. Den har noterats häcka på marken.

## Utbredning och systematik
Fågeln lever i skogar på ön Niu Briten i Bismarckarkipelagen. Den behandlas som monotypisk, det vill säga att den inte delas in i några underarter.

## Status
Newbritainrallen tros minska relativt kraftigt i antal, bland annat till följd av fångst. Beståndet uppskattas till mellan 1 500 och 7 000 vuxna individer. IUCN kategoriserar arten som nära hotad.